# NGC 4017
NGC 4017 é uma galáxia espiral barrada (SBbc) localizada na direcção da constelação de Coma Berenices. Possui uma declinação de +27° 27' 11" e uma ascensão recta de 11 horas, 58 minutos e 45,7 segundos.
A galáxia NGC 4017 foi descoberta em 11 de Abril de 1785 por William Herschel.